# Dieter Schneider
Dieter Schneider (ur. 20 października 1949 w Lauter) – niemiecki piłkarz występujący na pozycji bramkarza.

## Kariera klubowa
Schneider treningi rozpoczął w 1958 roku zespole SC Empor Rostock. W 1965 roku zmienił on nazwę na Hansa Rostock. W 1968 roku został włączony do jej pierwszej drużyny, grającej w DDR-Oberlidze. Występował tam do 1986 roku. W barwach Hansy rozegrał łącznie 349 spotkań.

## Kariera reprezentacyjna
W reprezentacji NRD Schneider zadebiutował 9 lipca 1969 w wygranym 7:0 towarzyskim meczu z Egiptem. W 1972 roku znalazł się w kadrze na Letnie Igrzyska Olimpijskie, podczas których reprezentacja NRD wywalczyła brązowy medal. W latach 1969–1973 w drużynie narodowej Schneider rozegrał trzy spotkania.

## Źródła
- Profil na eu-football (ang.)
- Dieter Schneider w bazie National Football Teams (ang.)